# Carlos Cecconato
Carlos Cecconato (Avellaneda, 27 gennaio 1930 – Buenos Aires, 12 dicembre 2018) è stato un calciatore argentino, di ruolo difensore.

## Palmarès

### Club
- Campionato argentino: 1

Independiente: 1948

### Nazionale
- Campeonato Sudamericano de Football: 1

Cile 1955